# Jugoslávská liga ledního hokeje 1952/1953
Sezóna 1952/1953 byla 11. sezónou Jugoslávské ligy ledního hokeje. Vítězem se stal tým HK Partizan. Turnaj se konal ve dnech 23. až 25. ledna 1953 v chorvatském Záhřebu a ve slovinských městech Celje a Brežice.

## Týmy
- HK Ljubljana
- HK Partizan
- HK Gregorič Jesenice
- BSK Bělehrad
- KHL Mladost Zagreb
- HK Spartak Subotica
- HK Kladivar Celje
- SD Záhřeb
- HK Segesta Sisak
- HK Papirničar Vevče
- HK Partizan Brežice

## Konečná tabulka
1. HK Partizan
2. SD Záhřeb
3. KHL Mladost Zagreb
4. HK Ljubljana
5. HK Gregorič Jesenice
6. HK Spartak Subotica
7. HK Kladivar Celje
8. HK Segesta Sisak
9. HK Papirničar Vevče
10. HK Partizan Brežice
11. BSK Bělehrad